# فريق باور
فريق باوَر (بالإنجليزية: POWR) هو فريق رياضات إلكترونية سعودي مسجل في الاتحاد السعودي للرياضات الإلكترونية، أسسه جاسر المطيري عام 2010م، ويحتوي على عدة أقسام منها قسم صنّاع المحتوى على منصة يوتيوب وهم الواجهة الإعلامية للفريق، ولاعبي رياضات إلكترونية يشاركون باسم الفريق في البطولات المحلية والإقليمية والعالمية بالإضافة إلى الأقسام الإدارية والموظفين.

## الإنجازات
شارك الفريق في كأس العالم للرياضات الإلكترونية لسنة 2024 و2025، وهو أحد أعضاء برنامج شركاء الأندية في كأس العالم للرياضات الإلكترونية.
| اللعبة / البطولة                                               | المركز     | السنة |
| -------------------------------------------------------------- | ---------- | ----- |
| (ببجي موبايل دوري المحترفين (الشرق الأوسط وإفريقيا لفصل الخريف | الأول (1)  | 2022م |
| أبيكس ليجندز                                                   | الثاني (2) | 2020م |
| روكيت ليغ (بطولة الصين المفتوحة)                               | الأول (1)  | 2019م |